# Damber Dutta Bhatta
Damber Dutta Bhatta (ur. w 1970) – nepalski bokser, uczestnik Letnich Igrzysk Olimpijskich 1988.
Na igrzyskach w Seulu startował w wadze papierowej. Odpadł już w 1/32 finału, po porażce z Brytyjczykiem Markiem Eptonem (przegrana na punkty 0–5).
Zdobył brązowy medal Igrzysk Azji Południowej 1989 w Islamabadzie.